# Stagioni dei New England Patriots
Questa è la lista delle stagioni sportive dei New England Patriots nella National Football League che documenta i risultati stagione per stagione dal 1960 ad oggi, compresi i risultati nei play-off.

## Risultati stagione per stagione
| Cronistoria dei New England Patriots | Cronistoria dei New England Patriots | Cronistoria dei New England Patriots | Cronistoria dei New England Patriots | Cronistoria dei New England Patriots | Cronistoria dei New England Patriots | Cronistoria dei New England Patriots | Cronistoria dei New England Patriots | Cronistoria dei New England Patriots | Cronistoria dei New England Patriots | Cronistoria dei New England Patriots                                                                                    |                              |
| Stagione di lega                     | Stagione di squadra                  | Lega                                 | Conference                           | Division                             | Stagione regolare                    | Stagione regolare                    | Stagione regolare                    | Stagione regolare                    | Play-off | Premi individuali |                              |
| Stagione di lega                     | Stagione di squadra                  | Lega                                 | Conference                           | Division                             | Pos.                                 | V                                    | S                                    | P                                    | Play-off | Premi individuali |                              |
| ------------------------------------ | ------------------------------------ | ------------------------------------ | ------------------------------------ | ------------------------------------ | ------------------------------------ | ------------------------------------ | ------------------------------------ | ------------------------------------ | --- | --- | ---------------------------- |
| 1960                                 | 1960                                 | AFL                                  |                                      | Eastern                              | 4                                    | 5                                    | 9                                    | 0                                    | non disputati | Inseriti nella AFL Eastern.                                                                                             |                              |
| 1961                                 | 1961                                 | AFL                                  |                                      | Eastern                              | 2                                    | 9                                    | 4                                    | 1                                    | non disputati | |                              |
| 1962                                 | 1962                                 | AFL                                  |                                      | Eastern                              | 2                                    | 9                                    | 4                                    | 1                                    | non disputati | |                              |
| 1963                                 | 1963                                 | AFL                                  |                                      | Eastern                              | 1                                    | 7                                    | 6                                    | 1                                    | V Divisional play-off contro i Buffalo Bills (26-8) S AFC Championship contro i San Diego Chargers (10-51)                                                                                                  | |                              |
| 1964                                 | 1964                                 | AFC                                  |                                      | East                                 | 2                                    | 10                                   | 3                                    | 1                                    | non disputati | |                              |
| 1965                                 | 1966                                 | AFC                                  |                                      | East                                 | 3                                    | 4                                    | 8                                    | 2                                    | non disputati | |                              |
| 1966                                 | 1966                                 | AFL                                  |                                      | Eastern                              | 2                                    | 8                                    | 4                                    | 2                                    | non disputati | Viene giocato il 1º Super Bowl.                                                                                         |                              |
| 1967                                 | 1967                                 | AFL                                  |                                      | Eastern                              | 5                                    | 3                                    | 10                                   | 1                                    | non disputati | |                              |
| 1968                                 | 1968                                 | AFL                                  |                                      | Eastern                              | 4                                    | 4                                    | 10                                   | 0                                    | non disputati | |                              |
| 1969                                 | 1969                                 | AFL                                  |                                      | Eastern                              | 3T                                   | 4                                    | 10                                   | 0                                    | non disputati | |                              |
| 1970                                 | 1970                                 | NFL                                  | AFC                                  | East                                 | 5                                    | 2                                    | 12                                   | 0                                    | non disputati | Inseriti nella AFC East a seguito della fusione tra AFL e NFL.                                                          |                              |
| 1971                                 | 1971                                 | NFL                                  | AFC                                  | East                                 | 3T                                   | 6                                    | 8                                    | 0                                    | non disputati | Diventano New England Patriots.                                                                                         |                              |
| 1972                                 | 1972                                 | NFL                                  | AFC                                  | East                                 | 5                                    | 3                                    | 11                                   | 0                                    | non disputati | |                              |
| 1973                                 | 1973                                 | NFL                                  | AFC                                  | East                                 | 3                                    | 5                                    | 9                                    | 0                                    | non disputati | |                              |
| 1974                                 | 1974                                 | NFL                                  | AFC                                  | East                                 | 3T                                   | 7                                    | 7                                    | 0                                    | non disputati | |                              |
| 1975                                 | 1975                                 | NFL                                  | AFC                                  | East                                 | 4T                                   | 3                                    | 11                                   | 0                                    | non disputati | |                              |
| 1976                                 | 1976                                 | NFL                                  | AFC                                  | East                                 | 2                                    | 11                                   | 3                                    | 0                                    | S Divisional play-off contro gli Oakland Raiders (21-24) | |                              |
| 1977                                 | 1977                                 | NFL                                  | AFC                                  | East                                 | 3                                    | 9                                    | 5                                    | 0                                    | non disputati | |                              |
| 1978                                 | 1978                                 | NFL                                  | AFC                                  | East                                 | 1                                    | 11                                   | 5                                    | 0                                    | S Divisional play-off contro gli Houston Oilers (14-31) | Da questa stagione le partite della stagione regolare diventano 16.                                                     |                              |
| 1979                                 | 1979                                 | NFL                                  | AFC                                  | East                                 | 2                                    | 9                                    | 7                                    | 0                                    | non disputati | |                              |
| 1980                                 | 1980                                 | NFL                                  | AFC                                  | East                                 | 2                                    | 10                                   | 6                                    | 0                                    | non disputati | |                              |
| 1981                                 | 1981                                 | NFL                                  | AFC                                  | East                                 | 4T                                   | 2                                    | 14                                   | 0                                    | non disputati | |                              |
| 1982                                 | 1982                                 | NFL                                  | AFC                                  | --                                   | 7                                    | 5                                    | 4                                    | 0                                    | S First Round contro i Miami Dolphins (13-28) | In questa stagione a causa di uno sciopero vennero giocate solamente 9 partite e non vi furono classifiche di Division. |                              |
| 1983                                 | 1983                                 | NFL                                  | AFC                                  | East                                 | 2T                                   | 8                                    | 8                                    | 0                                    | non disputati | |                              |
| 1984                                 | 1984                                 | NFL                                  | AFC                                  | East                                 | 2                                    | 9                                    | 7                                    | 0                                    | non disputati | |                              |
| 1985                                 | 1985                                 | NFL                                  | AFC                                  | East                                 | 2                                    | 11                                   | 5                                    | 0                                    | V Wild Card Game contro i New York Jets(26-14) V Divisional play-off contro i Los Angeles Raiders (27-20) V AFC Championship contro i Miami Dolphins (31-14) S Super Bowl XX contro i Chicago Bears (10-46) | |                              |
| 1986                                 | 1986                                 | NFL                                  | AFC                                  | East                                 | 1                                    | 11                                   | 5                                    | 0                                    | S Wild Card Game contro i Denver Broncos(17-22) | |                              |
| 1987                                 | 1987                                 | NFL                                  | AFC                                  | East                                 | 2                                    | 8                                    | 7                                    | 0                                    | non disputati | In questa stagione a causa di uno sciopero hanno giocato una partita in meno.                                           |                              |
| 1988                                 | 1988                                 | NFL                                  | AFC                                  | East                                 | 2                                    | 9                                    | 7                                    | 0                                    | non disputati | |                              |
| 1989                                 | 1989                                 | NFL                                  | AFC                                  | East                                 | 4                                    | 5                                    | 11                                   | 0                                    | non disputati | |                              |
| 1990                                 | 1990                                 | NFL                                  | AFC                                  | East                                 | 5                                    | 1                                    | 15                                   | 0                                    | non disputati | |                              |
| 1991                                 | 1991                                 | NFL                                  | AFC                                  | East                                 | 4                                    | 6                                    | 10                                   | 0                                    | non disputati | |                              |
| 1992                                 | 1992                                 | NFL                                  | AFC                                  | East                                 | 5                                    | 2                                    | 14                                   | 0                                    | non disputati | |                              |
| 1993                                 | 1993                                 | NFL                                  | AFC                                  | East                                 | 4                                    | 5                                    | 11                                   | 0                                    | non disputati | |                              |
| 1994                                 | 1994                                 | NFL                                  | AFC                                  | East                                 | 2                                    | 10                                   | 6                                    | 0                                    | S Wild Card Game contro i Cleveland Browns (13-20) | |                              |
| 1995                                 | 1995                                 | NFL                                  | AFC                                  | East                                 | 4                                    | 6                                    | 10                                   | 0                                    | non disputati | |                              |
| 1996                                 | 1996                                 | NFL                                  | AFC                                  | East                                 | 1                                    | 11                                   | 5                                    | 0                                    | V Divisional play-off contro i Pittsburgh Steelers (28-3) V AFC Championship contro i Jacksonville Jaguars (20-6) S Super Bowl XXXI contro i Green Bay Packers (21-35)                                      | |                              |
| 1997                                 | 1997                                 | NFL                                  | AFC                                  | East                                 | 1                                    | 10                                   | 6                                    | 0                                    | V Wild Card Game contro i Miami Dolphins (17-3) S Divisional play-off contro i Pittsburgh Steelers (6-7) | |                              |
| 1998                                 | 1998                                 | NFL                                  | AFC                                  | East                                 | 4                                    | 9                                    | 7                                    | 0                                    | S Wild card contro i Jacksonville Jaguars (10-25) | |                              |
| 1999                                 | 1999                                 | NFL                                  | AFC                                  | East                                 | 4T                                   | 8                                    | 8                                    | 0                                    | non disputati | |                              |
| 2000                                 | 2000                                 | NFL                                  | AFC                                  | East                                 | 5                                    | 5                                    | 11                                   | 0                                    | non disputati | |                              |
| 2001                                 | 2001                                 | NFL                                  | AFC                                  | East                                 | 1                                    | 11                                   | 5                                    | 0                                    | V Divisional play-off contro gli Oakland Raiders (16-13 all'overtime) V AFC Championship contro i Pittsburgh Steelers (24-17) V Super Bowl XXXVI contro i St. Louis Rams (20-17)                            | |                              |
| 2002                                 | 2002                                 | NFL                                  | AFC                                  | East                                 | 2                                    | 9                                    | 7                                    | 0                                    | non disputati | |                              |
| 2003                                 | 2003                                 | NFL                                  | AFC                                  | East                                 | 1                                    | 14                                   | 2                                    | 0                                    | V Divisional play-off contro i Tennessee Titans (17-14) V AFC Championship contro gli Indianapolis Colts (24-14) V Super Bowl XXXVIII contro i Carolina Panthers (32-29)                                    | |                              |
| 2004                                 | 2004                                 | NFL                                  | AFC                                  | East                                 | 1                                    | 14                                   | 2                                    | 0                                    | V Divisional play-off contro gli Indianapolis Colts (20-3) V AFC Championship contro i Pittsburgh Steelers (41-27) V Super Bowl XXXIX contro i Philadelphia Eagles (24-21)                                  | |                              |
| 2005                                 | 2005                                 | NFL                                  | AFC                                  | East                                 | 1                                    | 10                                   | 6                                    | 0                                    | V Wild Card Game contro i Jacksonville Jaguars (28-3) S Divisional play-off contro i Denver Broncos (13-27)                                                                                                 | |                              |
| 2006                                 | 2006                                 | NFL                                  | AFC                                  | East                                 | 1                                    | 12                                   | 4                                    | 0                                    | V Wild Card Game contro i New York Jets (37-16) V Divisional play-off contro i San Diego Chargers (24-21) S AFC Championship contro gli Indianapolis Colts (34-38)                                          | |                              |
| 2007                                 | 2007                                 | NFL                                  | AFC                                  | East                                 | 1                                    | 16                                   | 0                                    | 0                                    | V Divisional play-off contro i Jacksonville Jaguars (31-20) V AFC Championship contro i San Diego Chargers (21-12) S Super Bowl XXXVIII contro i New York Giants (14-17)                                    | |                              |
| 2008                                 | 2008                                 | NFL                                  | AFC                                  | East                                 | 2                                    | 11                                   | 5                                    | 0                                    | non disputati | |                              |
| 2009                                 | 2009                                 | NFL                                  | AFC                                  | East                                 | 1                                    | 10                                   | 6                                    | 0                                    | S Wild Card Game contro i Baltimore Ravens (14-33) | |                              |
| 2010                                 | 2010                                 | NFL                                  | AFC                                  | East                                 | 1                                    | 14                                   | 2                                    | 0                                    | S Divisional play-off contro i New York Jets (21-28) | |                              |
| 2011                                 | 2011                                 | NFL                                  | AFC                                  | East                                 | 1                                    | 13                                   | 3                                    | 0                                    | V Divisional play-off contro i Denver Broncos (45-10) V AFC Championship contro i Baltimore Ravens (23-20) S Super Bowl XLVI contro i New York Giants (17-21)                                               | |                              |
| 2012                                 | 2012                                 | NFL                                  | AFC                                  | East                                 | 1                                    | 12                                   | 4                                    | 0                                    | V Divisional play-off contro i Houston Texans (41-28) S AFC Championship contro i Baltimore Ravens (28-13)                                                                                                  | |                              |
| 2013                                 | 2013                                 | NFL                                  | AFC                                  | East                                 | 1                                    | 12                                   | 4                                    | 0                                    | V Divisional play-off contro gli Indianapolis Colts (22-43) S AFC Championship contro i Denver Broncos (26-16)                                                                                              | |                              |
| 2014                                 | 2014                                 | NFL                                  | AFC                                  | East                                 | 1                                    | 12                                   | 4                                    | 0                                    | V Divisional play-off contro i Baltimore Ravens (35-31) V AFC Championship contro gli Indianapolis Colts (45-7) V Super Bowl XLIX contro i Seattle Seahawks (28-24)                                         | |                              |
| 2015                                 | 2015                                 | NFL                                  | AFC                                  | East                                 | 1                                    | 12                                   | 4                                    | 0                                    | V Divisional play-off contro i Kansas City Chiefs (27-20) S AFC Championship contro i Denver Broncos (18-20)                                                                                                | |                              |
| 2016                                 | 2016                                 | NFL                                  | AFC                                  | East                                 | 1                                    | 14                                   | 2                                    | 0                                    | V Divisional play-off contro gli Houston Texans (34-16) V AFC Championship contro i Pittsburgh Steelers (36-17) V Super Bowl LI contro gli Atlanta Falcons (34-28)                                          | |                              |
| 2017                                 | 2017                                 | NFL                                  | AFC                                  | East                                 | 1                                    | 13                                   | 3                                    | 0                                    | V Divisional play-off contro i Tennessee Titans (35-14) V AFC Championship contro i Jacksonville Jaguars (20-24) S Super Bowl LII contro i Philadelphia Eagles (33-41)                                      | |                              |
| 2018                                 | 2018                                 | NFL                                  | AFC                                  | East                                 | 1                                    | 11                                   | 5                                    | 0                                    | V Divisional play-off contro i Los Angeles Chargers (41–28) V AFC Championship contro i Kansas City Chiefs (37–31) V Super Bowl LIII contro i Los Angeles Rams (13-3)                                       | |                              |
| Totale                               | Totale                               | Totale                               | Totale                               | Totale                               | Totale                               | 500                                  | 391                                  | 9                                    | Record di stagione regolare | Record di stagione regolare                                                                                             | Record di stagione regolare  |
| Totale                               | Totale                               | Totale                               | Totale                               | Totale                               | Totale                               | 37                                   | 20                                   |                                      | Record dei play-off | Record dei play-off | Record dei play-off          |
| Totale                               | Totale                               | Totale                               | Totale                               | Totale                               | Totale                               | 537                                  | 411                                  | 9                                    | Stagione regolare e play-off | Stagione regolare e play-off                                                                                            | Stagione regolare e play-off |

Legenda
- Vittoria nel Super Bowl (dal 1966)
- Vittoria nella lega (1920-1969)
- Vittoria nella Conference

- Vittoria nella Division
- Qualificazione al Wild Card Game (dal 1978)
- V = Vittorie

- S = Sconfitte
- P = Pareggi
- T = Posizione a pari merito